# I Are Droid
I Are Droid är en svensk rockgrupp, bildad 2005 i Stockholm. 

## Biografi
Gruppen startades 2005 i Stockholm när bandets sångare, låtskrivare och gitarrist Peder Bergstrand träffade barndomsvännen Fredrik Bergström. Bergstrands tidigare band Lowrider hade runnit ut i sanden, men Bergstrand hade emellertid fortsatt att skriva låtar. Tanken föddes på att använda dessa i en ny musikalisk konstellation: I Are Droid.
Bandet spelade in en demo, Blood and Ether, och utifrån den började Bergstrand och Bergström att repa. Bergström flyttade emellertid till Japan, varför repetitionerna var tvungna att ske över Skype. Demon tilldrog sig uppmärksamhet från skivbolaget Razzia Records, som gav klartecken att ge ut en skiva med bandet. Som en följd av detta flyttade Bergström tillbaka till Sverige. Jens Lagergren (Thunder Express, Hello Saferide, Dundertåget) och Konie tillkom som medlemmar i bandet.
Debutalbumet I Are Debut utkom i juni 2008. Skivan mottog blandade recensioner och snittar på 3,2/5 på Kritiker.se, baserat på fem recensioner.

## Bandnamnet
Bandnamnet betyder inget speciellt, utan "kommer från ingenstans". Bandet självt har kommenterat namnvalet på följande sätt: "Det är ett namn som ingen annan tagit därför att ingen annan är så dum att de tar ett namn som är felbyggt grammatiskt."

## Medlemmar
Nuvarande medlemmar
- Peder Bergstrand – sång, gitarr
- Fredrik Okazaki Bergström – trummor
- Jens Lagergren – basgitarr

Tidigare medlemmar
- Konie Ehrencrona – gitarr, keyboard

## Diskografi
Studioalbum
- 2008 – I Are Debut (utgivet 11 juni, Razzia Records)
- 2013 – The Winter Ward

Singlar
- 2008 – "Time on Time" (utgiven 7 maj, Razzia Records)
- 2008 – "Blood & Ether" (utgiven 17 september, Razzia Records)
- 2009 – "Before the Fall" (utgiven 4 mars, Razzia Records)